# Laufeia proszynskii
Laufeia proszynskii är en spindelart som beskrevs av Song D., Gu M., Chen Z. 1988. Laufeia proszynskii ingår i släktet Laufeia och familjen hoppspindlar. Inga underarter finns listade i Catalogue of Life.